# Gustav Zander
Jonas Gustaf Wilhelm Zander (ur. 29 marca 1835 w Sztokholmie, zm. 17 czerwca 1920 tamże) – szwedzki lekarz ortopeda, prekursor mechanoterapii.

## Życiorys
Gustav Zander studiował w latach 1855–1860 w Uniwersytecie w Uppsali, gdzie uzyskał niższy stopień akademicki w dziedzinie medycyny, następnie w 1864 uzyskał tytuł lekarza medycyny w Instytucie Karolinska. Początkowo pracował w pensjonacie prowadzonym przez swoją siostrę, w którym zaczął opracowywać swoje pierwsze urządzenia do gimnastyki. W 1865 roku otworzył Instytut Medyczno-Mechaniczny. Podczas Wystawy Światowej w Filadelfii w 1876 roku maszyny rehabilitacyjne Zandera uzyskały złoty medal. W 1877 został uhonorowany tytułem doctor honoris causa Uniwersytetu w Uppsali.
Kolekcja oryginalnych maszyn do rehabilitacji projektu Gustava Zandera jest wystawiona w Muzeum Sportu w Malmö.